# Seamus Coffey
Seamus Coffey (Cappamore, Condado de Limerick, , c. 1970) es un economista irlandés. Colaborador asiduo en los medios de comunicación de su país, es profesor de la Universidad Colegio Cork. Fue presidente del Irish Fiscal Advisory Council (el Consejo Fiscal irlandés, sigla IFAC) entre 2016 y 2020.

## Carrera
Coffey es responsable del informe que propició en 2016 la revisión de impuestos a las corporaciones y grandes empresas con sede en Irlanda, el llamado Coffey Report o Informe Coffey, cuyos resultados fueron implementados en los años 2017-2018. Sus informes sobre la sostenibilidad de las finanzas del Estado irlandés fueron difundidos por los medios de comunicación internacionales. En diciembre de 2017, la revista International Tax Review lo incluyó entre los 50 economistas más importantes del mundo, el Global Tax 50.
Coffey tiene un blog de economía llamado Economic Incentives. que fue el primero en mostrar que la fuente del crecimiento del PIB distorsionado de Irlanda en 2015 no era otra que la compañía Apple.
Coffey se ha ganado elogios entre los comentaristas financieros por la independencia de los informes de la IFAC y en su rol de guardián de las finanzas del estado.